# وست گرین (آلاباما)
وست گرین (به انگلیسی: West Greene) یک منطقهٔ مسکونی در ایالات متحده آمریکا است که در آلاباما واقع شده‌است. وست گرین ۴۹٫۹۹ متر بالاتر از سطح دریا واقع شده‌است.